# Gary Knudson
Gary Knudson (* 1960 in St. Louis) ist ein US-amerikanischer Komponist.

## Leben und Wirken
Knudson begann sein Musikstudium an der University of North Texas in Denton bei Phil Winsor und Larry Austin und beschäftigte sich bereits hier mit Computermusik und algorithmischer Komposition. Er besuchte Meisterklassen und Seminare u. a. bei Bertram Turetzky, Sydney Hodkinson, Salvatore Martirano, James Dashow, Alvin Curran, Robert Dick, Carl Stone, David Ward-Steinman, James Fulkerson, Robert Moran, Charles Dodge, John Chowning, Art Gottschalk und Karl Korte.
In den 1990er Jahren arbeitete Knudson als Softwareentwickler, Programmierer, Netzwerkadministrator und -analyst in verschiedenen Computerfirmen in Nashville. Ende der 1990er Jahre gründete er die Liquid Sphere Studios, in denen er auf dem Gebiet der Computermusik, algorithmischen Komposition, Klangsynthese, interaktiven, multimedialen und Installationskunst forscht und arbeitet.
Während seines Graduiertenstudiums an der University of North Texas unterrichtete er am Center for Experimental Music and Intermedia (CEMI). 2005 erhielt er den Doktorgrad für Musik mit dem Spezialgebiet Computermusik. Seine Kompositionen wurden in den USA und auch im Ausland aufgeführt, u. a. bei art@radio der University of Maryland, dem Imagine II Electro-Acoustic Music Festival und bei den ZenMan Improvisations in Deutschland (durch Ulrich Maiß). Knudson ist Mitglied des American Music Center, der National Association of Composers, USA, der The Society for Electro-Acoustic Music in the United States und der International Computer Music Association und Präsident des Composers' Forum der University of North Texas.

## Quelle
- Vox Novus – Gary Knudson

| Personendaten    | Personendaten               |
| ---------------- | --------------------------- |
| NAME             | Knudson, Gary               |
| KURZBESCHREIBUNG | US-amerikanischer Komponist |
| GEBURTSDATUM     | 1960                        |
| GEBURTSORT       | St. Louis                   |